# جون جاي ستيفنز
جون جاي ستيفنز (بالإنجليزية: John J. Stevens)‏ هو شخصية أعمال أمريكي، ولد في 2 أبريل 1852 في سان أنطونيو في الولايات المتحدة، وتوفي في 4 يناير 1928.